# Narahi
Narahi (en népalais : नरही) est un comité de développement villageois du Népal situé dans le district de Bara. Au recensement de 2011, il comptait 4 790 habitants.